# Gómez Pereira
Gómez Pereira (1500-1567?) va ser un filòsof, metge i humanista espanyol, natural de Medina del Campo (Valladolid).
Va ser un prestigiós professional de la medicina, i tot i que va dedicar el seu temps a ocupacions molt diverses, com ara els negocis, l'enginyeria i sobretot la filosofia. Al camp de la medicina va ser un clar exponent del rebuig dels conceptes medievals i va proposar l'aplicació de mètodes empírics. Pel que fa a la filosofia, tingué una orientació nominalista i els seus raonaments són un clar precedent del corrent cartesiana.

## Biografia
Poca cosa se sap de la seva vida, ja que ningú en va deixar escrita la semblança. El que es coneix d'ell és el resultat de la investigació de documents inconnexes als que diversos investigadors han donat cos, molts d'ells relacionats amb plets i negocis.
Va néixer el 1500 a Medina del Campo. Era el segon de cinc germans i el seu pare, anomenat Antonio Pereira, era l'amo d'una petita botiga de "xerguería", és a dir de jergas o teixits i draps de baixa qualitat en dita vila. La seva mare, anomenada Margarita de Medina, va morir el 1515 i els seus fills passaren a cura de la seva tia Ana de Ávila. Se sap que era descendent d'una família de jueus conversos procedents de Portugal. Tot i que aquest extrem podria no ser cert, ja que la font és el testimoni d'un veí que va testificar contra ell en un plet:
En català: «L'esmentat llicenciat Pereira és persona baixa i de baix estat i qualitat, perquè el seu pare, és molt públic i notori que quan els Reis Catòlics, de gloriosa memòria, expulsaren els jueus de Castella, el pare de l'esmentat llicenciat Pereira va marxar fugint d'aquests regnes a Portugal i després va tornar cristià, i encara va estar a la Inquisició.»
No obstant això, tampoc es pot descartar que fos convers, car se sap que, fins al seu matrimoni, Gómez Pereira va viure amb els seus pares en un carrer anomenat Serranos que se situa on els investigadors ubiquen l'antic call de la vila («desde que nació e se crió en la mesma calle do este testigo vive e mora, que se dice calle de Serranos.» En català: «d'ençà que va néixer es va criar en el mateix carrer on aquest testimoni viu i posa, que s'anomena carrer de Serranos.»)
Gómez Pereira va estudiar filosofia natural a la Universitat de Salamanca amb el professor Juan Martínez Silíceo (que després fou arquebisbe de Toledo entre 1545 i 1557). Allí, sembla que va intervenir activament en les disputes entre realistes i nominalistes, inclinant-se per aquests últims en rebutjar l'autoritat dels vells mestres davant del coneixement que proporciona l'experiència i la raó. També va estudiar medicina a la mateixa universitat, acabant els seus estudis l'any 1520.
Posteriorment va tornar a Medina on es va establir com a metge. Es va casar amb Isabel Rodríguez i va instal·lar la seva casa a la Rúa Nueva (actualment anomenat carrer Padilla) i simultàniament a la seva tasca de metge, es va encarregar de les activitats comercials heretades de la seva família. Així, se sap que era posseïdor d'un considerable capital que invertia en negocis molt diversos, moltes vegades va ser encarregat de prendre les rendes reals i gestionava la recaptació de diverses parròquies; a més tenia les seves pròpies bodegues i traficava amb els seus vins, també llogava habitacions a la seva casa als mercaders que anaven a les «Grans Fires del Regne» que se celebraven a Medina. Va morir sense haver tingut fills en una data no precisada, alguns sostenen que el 1558, encara que es conserven documents de dates posteriors: la patent del Molí de Sifó de 1563 i un document notarial de 1567, que podrien demostrar que encara vivia en aquells anys.

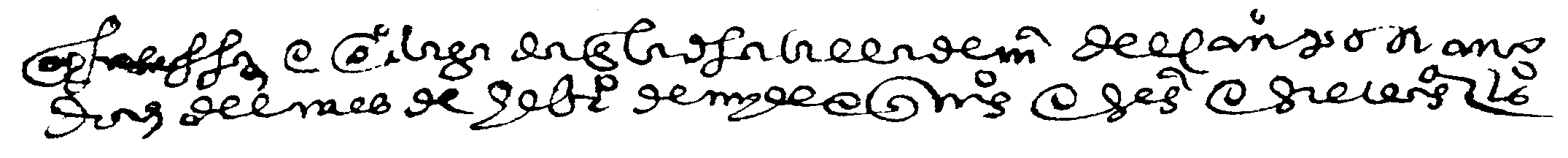
Document notarial de 1567 firmat per Gómez Pereira

La seva fama com a metge va sobrepassar les fronteres de Medina, exercint a Burgos, Segòvia, Àvila i altres ciutats importants de Castella. Fins i tot va arribar a la cort de Felip II d'Espanya des d'on va ser reclamat per assistir al príncep Carles, malaguanyat hereu al tron, que havia sofert un greu accident i que gràcies a la seva intervenció, va poder viure fins a 1568. Es va interessar a més per la construcció d'artefactes hidràulics, de fet, amb el seu company Francisco Lobato va dissenyar un molí de sifó (capaç de funcionar com a sínia sense necessitat de retenir l'aigua) que va patentar l'any 1563.

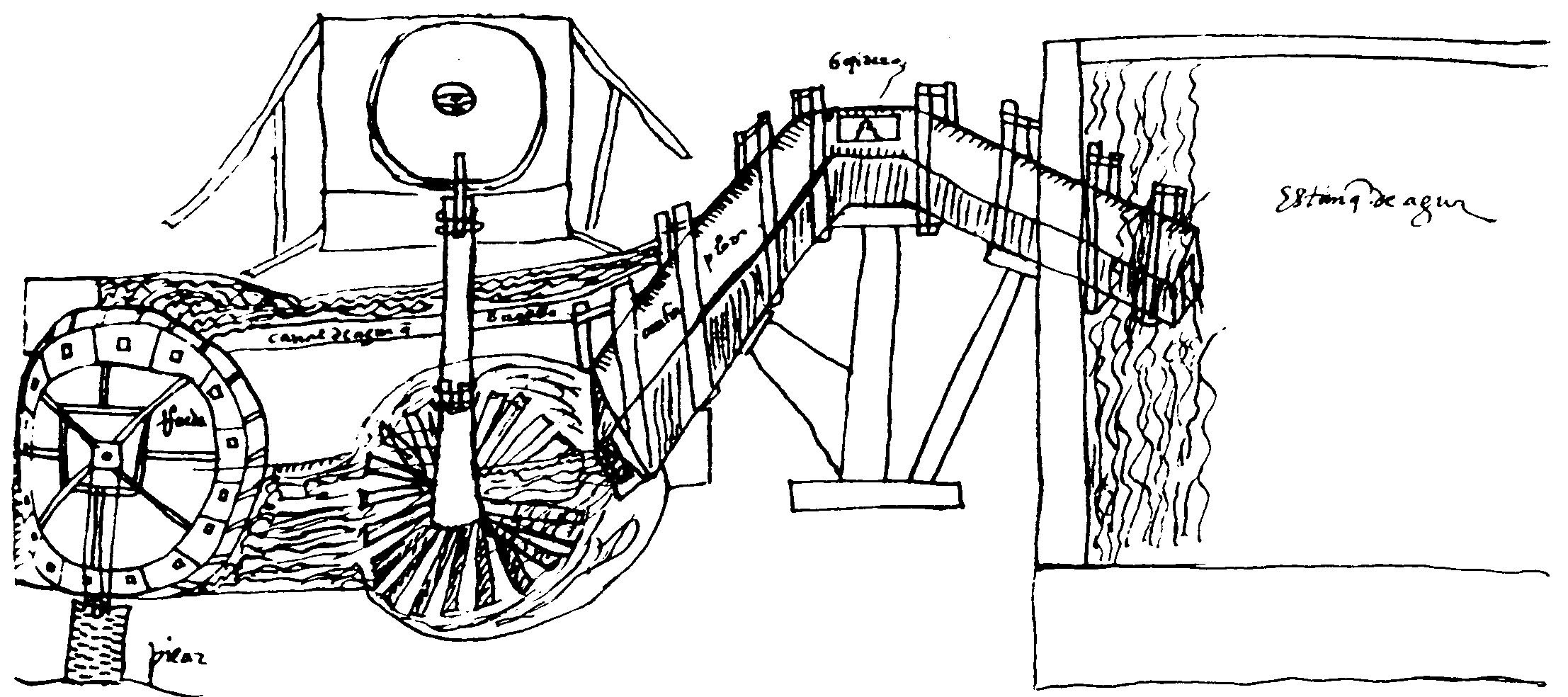
Molí de Sifó de Francisco Lobato i Gómez Pereira

Al foli 26 del Manuscrit de Francisco Lobato, l'enginyer de Medina del Campo, explica que va decidir dissenyar un molí molt especial, per iniciativa del rei Maximilià II d'Àustria, que per aquestes dates (1550) es trobava passant una temporada a Valladolid, refugiat a causa de les guerres contra els protestants. El futur rei de Bohèmia va tenir el caprici de navegar pel riu Duero, per al que va manar construir una galera i va ordenar retirar totes les construccions que entorpissin la navegació. Aquesta acció perjudicava molt als residents, la qual cosa va induir Lobato i Pereira a dissenyar un molí capaç de moldre amb la força de l'aigua sense ocupar el curs del riu. Lobato continua explicant que van fer un model que va provar al riu Zapardiel i que «va moldre i es remenava amb raonable força [...], però era tanta l'aigua que xuclava, que en mig dia no quedava ni gota». Encara que el model va ser perfeccionat amb un assut que tornava part de l'aigua al riu, el sobirà es va desentendre del projecte i aquest va caure en l'oblit. Lobato es queixava amargament de què, malgrat les promeses de finançament dels Habsburg «teníem ja gastats 150 ducats, […] i mai se'm va pagar res, que algun dia els ho he de demanar». (op. cit.). Però Gómez Pereira ha passat a la Història sobretot pels seus escrits, particularment per les seves obres: Antoniana Margarita (Medina del Campo, 1554) i Novae veraeque Medicinae (Medina del Campo, 1558).

## Obra
De la unió de filosofia i medicina va sorgir l'original forma de discórrer de Gómez Pereira, que, com comentat, rebutjava el criteri d'autoritat dels vells mestres antics i medievals i aplicava la raó, la lògica i l'experiència. Per altra banda, per a exposar les seves idees se servia sovint de paradoxes i sil·logismes que deixaven al descobert els errors d'aquells a qui qüestionava, de manera que és possible afirmar que els seus arguments eren més negatius que positius, innegable, però explicable en el context de repressió ideològica i religiosa, fins i tot sota l'amenaça de vetllades acusacions pel seu origen, que va viure aquest personatge en la Castella del segle xvi. El famós assagista Menéndez Pelayo arribà a escriure sobre aquest insigne pensador:
| « | «En Psicología experimental, Gómez Pereira está, a no dudarlo, más adelantado que la filosofía de su tiempo, más que la del siglo XVII, más que Bacon, más que Descartes. Ninguno observa como él los fenómenos de la inteligencia» | » |

En català: «En psicologia experimental, Gómez Pereira es troba sens dubte més avançat que la filosofia del seu temps, mes que la del segle xvii, mes que Bacon, mes que Descartes. Cap observa com ell els fenòmens de la intel·ligència»

### "Novae veraeque Medicinae"
El seu contingut és exclusivament mèdic. Se centra en l'estudi de les febres (causes i tipus) i en malalties com la lepra, la verola i d'altres. En aquesta obra, que va dedicar a l'infant don Carlos, s'enfronta a les idees de Galè, Aristòtil, i a la tradició medieval del "magister dixit". El seu mètode absolutament empirista i racional es cimenta en la seva experiència com metge amb un criteri suprem de realitat i la utilització de procediments curatius senzills: «En no tratándose de cosas de Religión, no me rendiré al parecer y sentencia de algún filósofo, si no está fundado en la razón».
En català: «No tractant-se de coses de religió, no em rendiré a l'opinió i sentència d'algun filòsof si no es troba fundada en la raó»
Gómez Pereira considerà que la calor febril és engendrada pel mateix cos com un sistema de defensa per expulsar el mal que l'està afectant i, així, la natura restableix l'equilibri natural de tot l'organisme. És, doncs, una concepció totalment moderna de la febre como una reacció contra les malalties.
Quant als seus estudis sobre malalties com la lepra o la verola (i d'altres que no s'anomenen en aquest article de la Viquipèdia), va arribar a conclusions que, anys després, van ser elogiades per l'historiador i metge Antonio Hernández Morejón.

### "Antoniana Margarita"

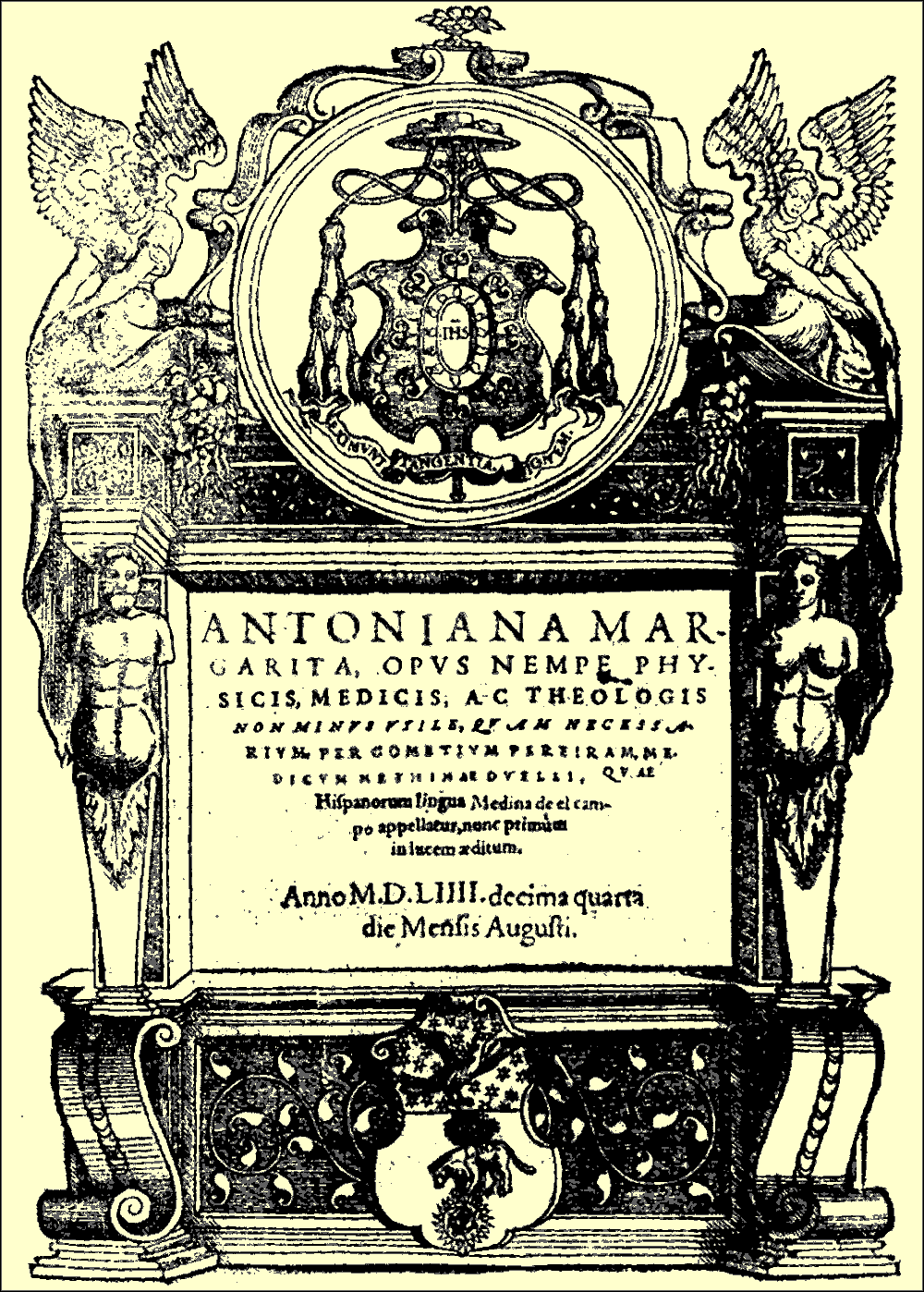
Antoniana Margarita

Una obra que fou reeditada nombroses vegades i que, tot i això, no va ser traduïda al castellà fins a l'any 2000 (amb motiu del cinquè centenari del naixement de l'autor; l'obra editada és un facsímil bilingüe).
És dedicada al seu mestre Juan Martínez Silíceo i, al mateix temps, el títol és un homenatge als seus pares, Antonio y Margarita; tot i que en el subtítol intenta explicar el contingut del llibre: "una obra tan útil com necessària per metges, físics i teòlegs" (Opus nempe phisicis, medicis ac teologis, non minus utile quam neccessarium). És un tractat molt difícil de llegir perquè no té capítols ni apartats; segons sembla, en ser un cristià nou i exposar idees basades en l'empirisme fins a arribar a fregar el materialisme, Gómez Pereira va voler amagar una mica els seus raonaments, sent que, la societat i l'estat on vivia (Castella en el segle xvi, el concili de Trento ja iniciat...), podrien rebutjar-los i no s'atreví a desenvolupar-los fins a les seves últimes conseqüències.
És un tractat de filosofia on aborda tres temes fonamentals: l'"automatisme de les bèsties" la teoria del coneixement humà i la immortalitat de l'ànima.

#### La insensibilitat dels animals
Partint de l'espiritualisme neoplatònic i passant per proves empíriques amb éssers humans i animals va discórrer fins a arribar a conclusions que s'avancen al materialisme i al mecanicisme moderns (a més de menysprear el maltractament d'animals). El paradigma de Gómez Pereira és típic de l'humanisme cristià en el Renaixement negant que els animals siguin iguals als éssers humans; per més que tinguin certa semblança, aquesta es redueix a que els dos tenen un cos amb cinc sentits, però en el cas dels animals, els sentits no condueixen al coneixement, sinó que provoquen reaccions automàtiques. Com a molt, als animals se'ls reconeix la capacitat d'actuar per impulsos interns (soma); per estímuls externs (especie i phantasma), fins i tot de tenir certa capacitat d'aprenentatge no conscient (memòria). Tot i això, nega als animals la capacitat d'autèntic coneixement: "bruta sensu carent".
La idea va tenir molts seguidors dons, com indica el mateix autor, si els animals sentissin com els humans, no hauria res que els diferenciés. I si els éssers humans i els animals són iguals és que aquests poden també conèixer els Universals i això seria «absurdo e impío». (En català: «absurd i impiu»). Però també va tenir detractors, algun d'ells molt proper, com el metge Francisco de Sosa, que va publicar el 1556, al mateix Medina del Campo, la seva obra «Endecálogo contra Antoniana Margarita, en el cual se tratan muchas y muy delicadas razones, y autoridades con que se prueba, que los brutos sienten y por sí se mueven».
En català: «Endecàleg contra Antoniana Margarita, en el que es tracten moltes i molt delicades raons i autoritats amb el que es prova que els bruts senten, i per si mateixos es mouen».

#### El coneixement humà
La negació de la capacitat cognoscitiva dels animals no és gratuïta en l'obra de Gómez Pereira, ja que té relació amb la veritable essència de l'ésser humà. En aquest sentit, les idees del filòsof s'oposen radicalment a l'escolàstica medieval. Defèn que la via del coneixement són els òrgans sensorials, igual que en els animals, però només l'ànima humana, el seu esperit, és capaç de convertir la informació aportada pels sentits en autèntic pensament. Aquesta és una de les qualitats de l'ànima, la capacitat d'extraure de les sensacions físiques la substància de les coses—els Universals—, mitjançant l'abstracció. Però Gómez Pereira considera que la sensació i la intel·lecció van unides de tal manera que, en l'ésser humà són una mateixa cosa, identificant la facultat de sentir amb la qualitat de pensar: "si sent, entén", com el "pensament" i el "llenguatge" que, en l'ésser humà, hi són junts seguint un mateix camí.

#### La immortalitat de l'ànima
El coneixement seria, doncs, una facultat essencial de l'ànima, és més, l'ésser humà té una ànima conscient de si mateixa que existeix gràcies al pensament que desenvolupa. Hi ha al seu llibre una frase que, sens dubte, sorprendrà als que no coneixen aquest filòsof, i ho farà per unes raons prou òbvies: "nosco me aliquid noscere, et quidquid noscit, est, ergo ego sum": "conec que jo conec quelcom, tothom que coneix existeix, llavors jo existeixo".
Encara que Gómez Pereira reconeix que els animals tenen ànima, aquesta moriria amb ells; en canvi l'ànima humana és autosuficient en la seva existència i, a més, immortal. Per demostrar-ho aportà tres proves que fins aquell moment, segons, ell, no havien estat descobertes: En primer lloc, l'ànima humana és capaç de conèixer independentment del cos, gràcies a la seva consciència (ja que el sentir i pensar són actes intrínsecs de la pròpia ànima), a causa d'això, és capaç d'existir encara que el cos mori. En segon lloc, l'ànima humana no canvia malgrat que el cos envelleixi o emmalalteixi, és a dir, la seva essència no és afectada per factors intrínsecs. En tercer lloc es troba l'anhel de tot ésser humà per aconseguir la felicitat que, unit al desig de conèixer el futur i la conseqüència dels nostres actes, són les raons que ens inciten a fer el bé, ja que les males obres condueixen al càstig i a l'infortuni.

#### Gómez Pereira i Descartes
Des que René Descartes va editar el seu Discurs del mètode l'any 1637, l'originalitat de molts dels seus raonaments fou posada en dubte i, fins i tot, es digué que havia plagiat Gómez Pereira, ja que el filòsof espanyol va ser estudiat per nombrosos intel·lectuals de prestigi en el transcurs dels segles XVI i XVII. El primer que suggerir una excessiva coincidència amb els escrits de l'espanyol fou Pierre Daniel Huet, seguidor primer i més tard oposat a la filosofia cartesiana. Descartes es va veure obligat a defensar-se d'aquelles acusacions, segons es dedueix d'una carta que escrigué el 1641 al seu amic, el pare Marin Mersenne:
«...no he vist "Antoniana Margarita" ni crec tenir gran necessitat de veure-la, no més que a les "Tesis de Lovaina" o al llibre de Hansenius, però m'agradaria saber on es va imprimir per pòquer trobar-la si la necessités.»
Molts estudiosos dels segles xvii i XVIII es van posar de part de Descartes, menyspreant el treball de Gómez Pereira, d'entre els que es pot destacar a Pierre Bayle (tot i que reconeix la semblança entre ambdós) o els enciclopedistes Diderot i D'Alembert, que van dir:
«Descartes es el primer filòsof que s'atreví a tractar les besties com pures màquines: dons, Gómez Pereira, que ho va dir algun temps avanç que ell, (...) caigué en aquesta hipòtesi per mer atzar...»
No obstant això, molts altres han defensat la tesi contrària, tot i acceptar que Descartes no hagués llegit l'obra d'en Pereira, sostenen que la va conèixer per referències, sobretot a través d'un altre metge i filòsof espanyol, Francisco Vallés, que si llegia el francès. Entre els que acusen a Descartes d'usurpació destaquen també Isaac Cardoso Arxivat 2007-09-30 a Wayback Machine. o Voltaire. Es basen en les enormes semblances que hi ha entre els dos en algunes qüestions essencials:
1. El Mètode en els dos és empíric, encara que en Descartes és "a priori" i deductiu i en Pereira és coneixement "a posteriori" i inductiu.
2. Els animals tenen ànima per ambdós, i en els dos casos es tracta d'una ànima material, limitada i mortal.
3. L'automatisme de les bèsties és una altra coincidència; per Descartes els animals tenen cos, esperit i memòria, mentre que Pereira diu el mateix però amb altres termes: estructura interna o soma, estímuls externs o phantasmae i ensenyança o memòria.
4. El sil·logisme bàsic és sorprenentment semblant, el "Cogito, ergo sum" («je pense, donc je suis») de Descartes es veu precedit pel "quidquid noscit, est, ergo ego sum" de Pereira.

És possible que no hi hagués relació directa entre els dos, però indirectament és innegable que Pereira influí decisivament en Descartes.